# Hoedekenskerke
Hoedekenskerke (51° 25′ N, 3° 55′ L) é uma cidade dos Países Baixos, na província de Zelândia. Hoedekenskerke pertence ao município de Borsele, e está situada a 22 km, a leste de Middelburg.
Em 2001, a cidade de Hoedekenskerke tinha 561 habitantes. A área urbana da cidade é de 0.17 km², e tem 236 residências. 
A área de Hoedekenskerke, que também inclui as partes periféricas da cidade, bem como a zona rural circundante, tem uma população estimada em 740 habitantes.